# Stazione di Scaletta Zanclea
La stazione di Scaletta Zanclea è una fermata posta al km 317+704 della linea Messina–Siracusa.
È disposta parallelamente alla parte di attraversamento urbano della Strada statale 114 Orientale Sicula e serve direttamente l'abitato.

## Storia
La stazione venne costruita dal lato a monte del binario, tra la strada statale 114 che attraversa l'abitato e la spiaggia. A causa di tale disposizione lo spazio esiguo permise solo la costruzione di tre binari e un piccolo scalo merci posto a sud del fabbricato.
Nel corso degli anni la stazione ha subito poche trasformazioni oltre all'elettrificazione degli anni sessanta e all'installazione dei banchi di manovra ACE. Un provvedimento di RFI ha soppresso la stazione declassandola a fermata ed eliminandone il fascio binari.

## Strutture e impianti
La stazione è posta sul tratto a semplice binario del collegamento ferroviario. Il fabbricato viaggiatori è di tipo classico ad una elevazione con tetto a tegole con attiguo chioschetto dei servizi. Non è munita di pensiline né di sottopassaggi.
Il fascio binari della stazione comprendeva 3 binari di cui 2 per servizio viaggiatori e uno, senza marciapiede, per servizio merci. Era dotata di ponte a bilico da 30 t e di sagoma limite. In seguito alle modifiche operate da RFI per lo "snellimento" della rete la stazione è stata privata del segnalamento di protezione e partenza, del raddoppio del binario di stazione e funziona come semplice fermata

## Movimento
Il quadro dell'orario invernale del 1938 in vigore dal 4 dicembre riportava la fermata di 10 treni accelerati provenienti da Messina e in senso inverso di 5 accelerati da Catania e 3 da Taormina-Giardini.
Vi fermano i treni viaggiatori regionali. Poco importante era il movimento merci .